# Gordon Igesund
Gordon George Igesund (Durban, 26 juli 1957) is een voormalig Zuid-Afrikaans voetballer, die na zijn actieve loopbaan het trainersvak instapte. Hij was onder meer bondscoach van Zuid-Afrika (2012-2014).